# Ordinary Man (Christy Moore)
Ordinary Man è il decimo album in studio del cantautore irlandese Christy Moore, pubblicato nel 1985 dalla WEA Records.

## Tracce
Lato A
1. Sweet Music Roll On – 4:11 (Graham Lyle, Tom McGuiness)
2. Delirium Tremens – 3:31 (Christy Moore)
3. Ordinary Man – 4:45 (Peter Hames)
4. Matty – 3:12 (Johnny Mulhearn)
5. Reel in the Flickering Light – 4:34 (Colm Gallagher)
6. The Diamondtina Drover – 4:36 (Hugh McDonald)

Lato B
1. Blantyre Explosion – 5:08 (Brano tradizionale, arrangiamento: C. Moore, D. Lunny, A. McGlynn)
2. Hard Cases – 3:28 (Johnny Mulhearn)
3. Continental Ceili – 3:10 (Johnny Mulhearn)
4. St Brendan's Voyage – 4:44 (Christy Moore)
5. Another Song Is Born – 3:46 (Christy Moore)
6. Quiet Desperation – 4:57 (Floyd Westerman)

- La versione originale del disco comprendeva il brano They Never Came Home (Essi non sono mai ritornati a casa) che raccontava l'uccisione di 48 persone in un locale notturno di Dublino nel 1981 e che Moore dovette rapidamente sostituire, per ragioni legali, con il brano Another Song Is Born[1].

## Formazione
- Christy Moore – chitarra (brani : A1, A2, A3, A4, A5, A6, B2, B3, B4, B5 & B6)
- Christy Moore – arrangiamenti (brano : B1)
- Donal Lunny – chitarra (brani : A1, A4, A5, A6, B1, B2, B3 & B6)
- Donal Lunny – tastiere (brani : A1, A2, A3, A4, A5, A6, B1, B2 & B6)
- Donal Lunny – mandolino (brani : A4, B2 & B6)
- Donal Lunny – bodhrán (brani : A2, A4, B3 & B4)
- Donal Lunny – bouzouki (brani : A4, B2, B4, B5 & B6)
- Donal Lunny – voce (brani : B3 & B5)
- Donal Lunny – arrangiamenti (brano : B1)
- Arty McGlynn – chitarra (brani : A1, A3, A4, A5, A6, B1, B2, B3 & B6)
- Arty McGlynn – chitarra pedal steel (brano : A3)
- Arty McGlynn – arrangiamenti (brano : B1)
- Enya Ni Bhraonain – voce (brani : A1, A6 & B6)
- Liam Óg O'Flynn – cornamuse (bagpipes) (brani : A1, B1, B4 & B6)
- Liam Óg O'Flynn – fischietto (whistle) (brano : B6)
- Noel Bridgeman – accordion (brani : A6, B2 & B3)
- Tony Molloy – basso (brano : A3)
- Noel Eccles – percussioni (brano : A3)
- Noel Eccles – chimes (brano : A5)
- Andy Irvine – mandolino (brani : B2 & B4)
- Nicky Ryan – voce (brano : B3)